# إيستكوت (محطة مترو أنفاق لندن)
إيستكوت (بالإنجليزية: Eastcote) هي إحدى محطات مترو أنفاق لندن. تقع على خط ميتروبوليتان وبيكاديلي أفتتحت في المنطقة (Zone) رقم 5 أفتتحت في 26 مايو 1906.